# Loubna Benhadja
Loubna Benhadja, née le 11 février 2001, est une athlète algérienne.

## Palmarès
| Date | Compétition                    | Lieu         | Résultat | Épreuve     | Performance   |
| ---- | ------------------------------ | ------------ | -------- | ----------- | ------------- |
| 2017 | Championnats arabes juniors    | Radès        | 1re      | 100 m       | 12 s 79       |
| 2017 | Championnats arabes juniors    | Radès        | 2e       | 400 m haies | 1 min 02 s 35 |
| 2018 | Jeux africains de la jeunesse  | Alger        | 2e       | 400 m haies | 1 min 00 s 79 |
| 2018 | Jeux olympiques de la jeunesse | Buenos Aires | 2e       | 400 m haies | 2 min 00 s 68 |
| 2019 | Championnats panarabes         | Le Caire     | 3e       | 400 m haies | 59 s 21       |
| 2019 | Championnats d'Afrique juniors | Abidjan      | 3e       | 400 m haies | 59 s 18       |
| 2021 | Championnats panarabes         | Radès        | 2e       | 400 m haies | 57 s 39       |
| 2023 | Jeux panarabes                 | Oran         | 3e       | 4 × 100 m   | 46 s 86       |